# Olifant (gravure)
De Olifant is een gravure van de 15e-eeuwse, Bossche prentkunstenaar Alaert du Hamel en is vermoedelijk gebaseerd op een verloren gegaan werk van zijn stadsgenoot, Jheronimus Bosch.

## Voorstelling
Het stelt een olifant voor met op zijn rug een fantasievolle burcht. Hij wordt aan alle kanten door groepjes krijgslieden aangevallen. De prent wordt op verschillende manieren geïnterpreteerd. Volgens sommigen stelt het de strijd voor van Eleazar Makkabeüs met de diadochenvorst Antiochus V Eupator, waarbij Eleazer Antiochus' olifant doorsteekt en zelf verpletterd wordt (Rotterdam 1936, nr. 28). Een aanwijzing hiervoor is het vaandel met de halve maan en ster, een islamitisch symbool die de groep met de olifant als 'heidens' kenmerkt. Bosch-auteur Dirk Bax verwerpt deze interpretatie echter en ziet in de olifant een metafoor voor de domme mens, die door onkuisheid (aanvallende dieren) wordt belaagd.
De krijgslieden dragen vlaggen en schilden met daarop verschillende ambachtssymbolen, zoals een weversspoel, een schoen en een hamer. Een Olifant met een burcht op zijn rug was in de 15e eeuw een zinnebeeld van kracht. De voorstelling geeft dus symbolisch weer hoe het centrale gezag wordt aangevallen door de (kleine) burgerij. Van de gravure bestaat een versie uit het midden van de 16e eeuw van een anonieme, Zuid-Nederlandse prentkunstenaar, die aangeduid wordt met de noodnaam Meester van de Sint-Joriskermis. Hij voegde de volgende tekst aan de voorstelling toe:

Temeritatis subiti, ut vehementes sunt impulsus: quorum ictibus hominum mentes concussae, nec sua pericula respicere, nec aliena facta iusta aestimatione prosequi valent
— (De impulsen der onbesuisdheid zijn even plotseling als heftig: door hun prikkel wordt de menselijke geest uit zijn evenwicht gebracht, en is niet meer in staat om acht te slaan op de eigen gevaren en andermans daden op rechtvaardige wijze te beoordelen)

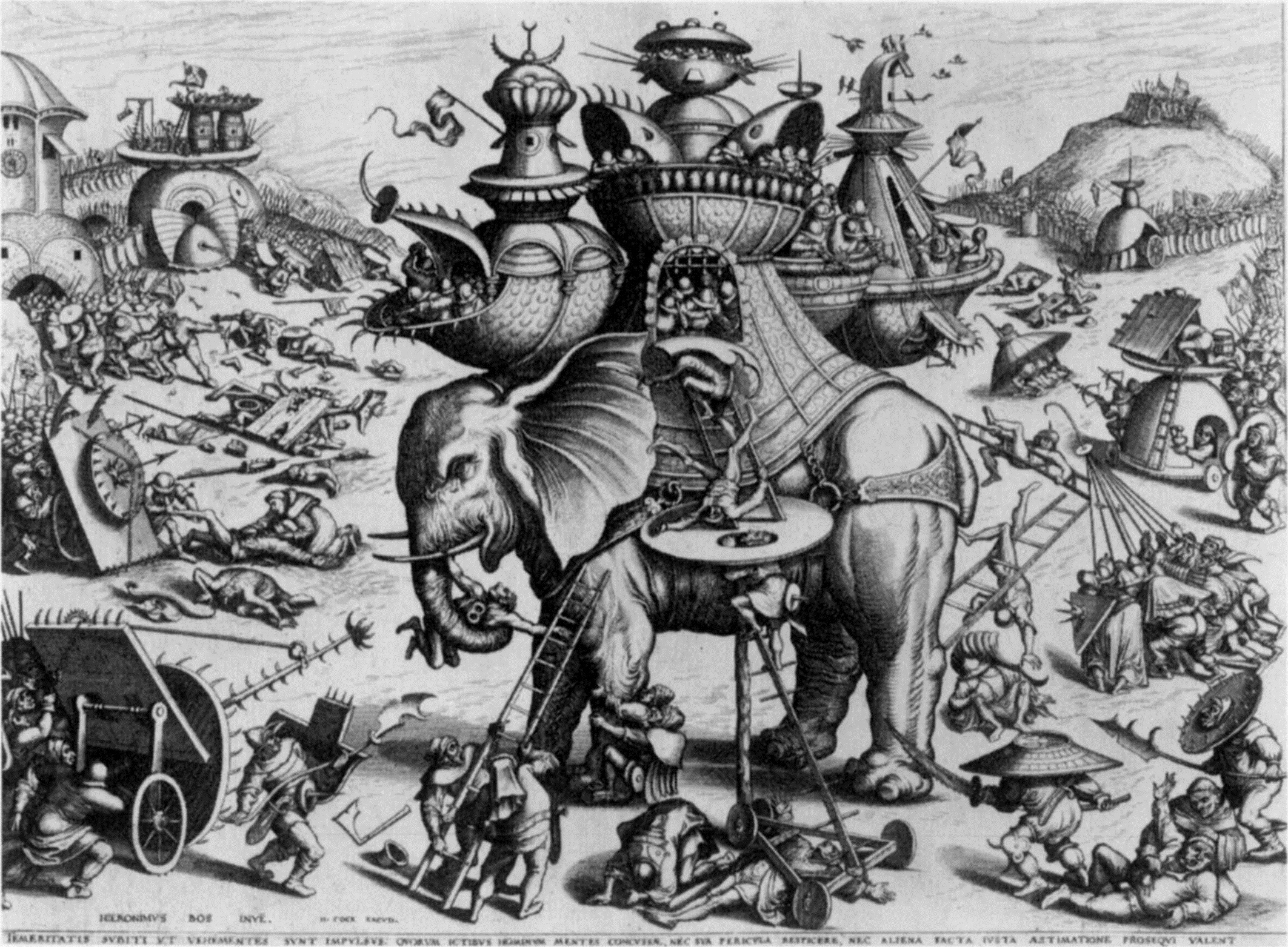
Meester van de Sint-Joriskermis. De belegering van een olifant. Midden 16e eeuw. Gravure en ets. Rotterdam, Museum Boijmans Van Beuningen.

De prent hekelt dus sociale groepen die de vredevolle samenleving moedwillig proberen te verstoren. Hij kiest echter geen partij. Zowel de burgerij als de centrale macht worden bekritiseerd. Uit de burcht op de olifant steekt een vlag met een halve maan, het symbool voor ongelovigheid, en de ambachtslieden hebben voorwerpen bij zich die verwijzen naar genotszucht, zoals de kop van een zwaan, een luit en een bier- of wijnvat. Om de voorstelling kracht bij te zetten, is boven de voorstelling, zich verschuilend achter een vlammend schild, de duivel als een soort lachende derde afgebeeld.

## Toeschrijving

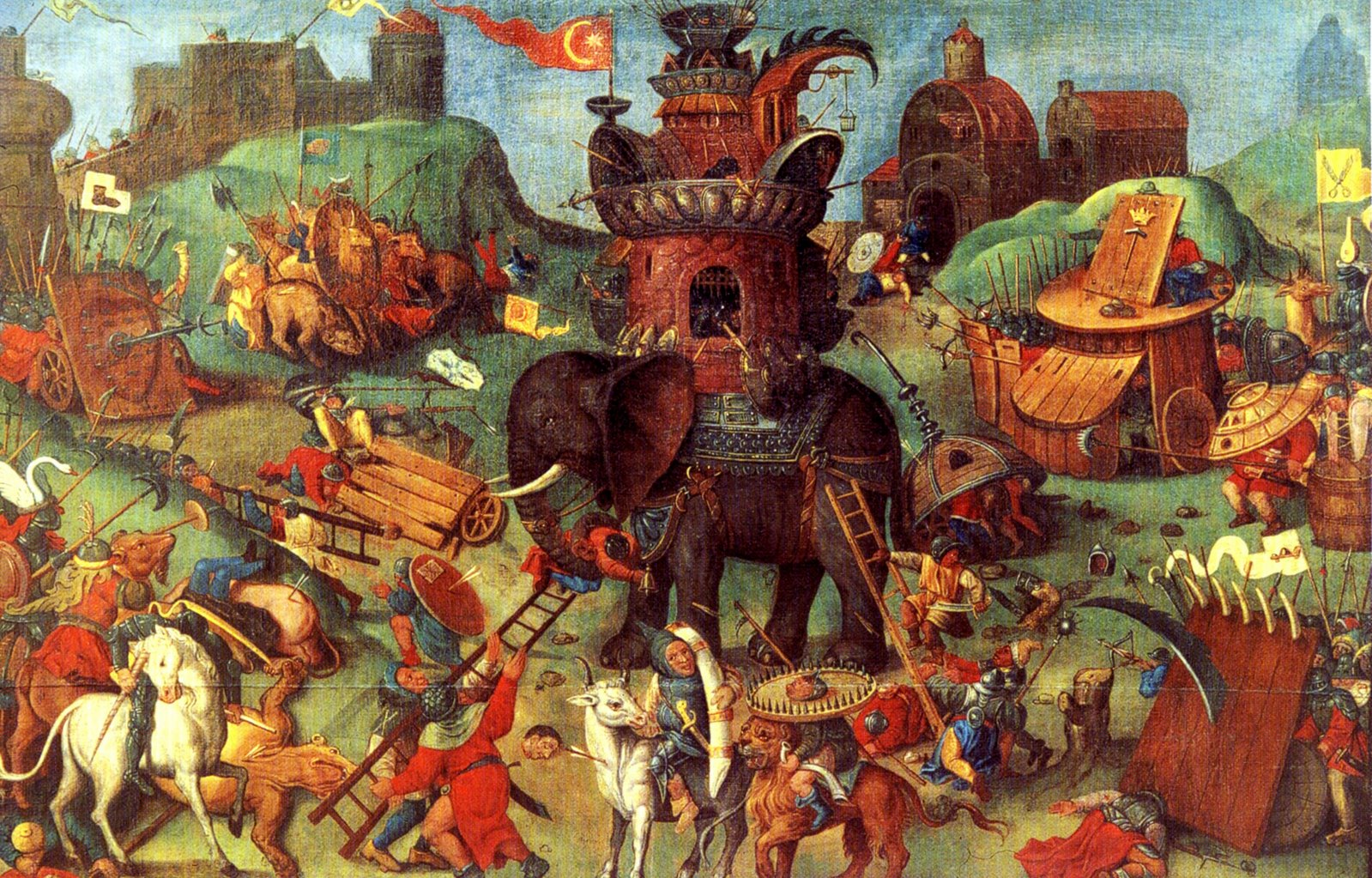
Anoniem (Zuidelijke Nederlanden). Krijgsolifant. 1558. Waterverf op doek. 153 × 233 cm. Corella, privéverzameling.

Op de prent van de Meester van de Sint-Joriskermis staat linksonder de tekst ‘Hieronimus Bos inve[nit]’ toe: Jheronimus Bosch heeft dit bedacht. Of het hier daadwerkelijk gaat om een verloren gegaan werk van Bosch is niet meer na te gaan. Volgens kunsthistoricus Max Friedländer is Du Hamels gravure zo Boschiaans, dat hier wel van uitgegaan kan worden. Ook is bekend dat Philips II een schilderij getiteld De belegering van een olifant in zijn bezit had. Volgens Bax was de ontwerper in ieder geval bekend met de prent Het slagveld van de Meester van de Amsterdamse Dood van Maria. De eenhoorn linksvoor wordt door sommige auteurs vergeleken met die op de prent de Vogelkoning van de Meester E.S..

## Afdrukken
Van de prent zijn twee afdrukken bewaard gebleven: één in de Albertina in Wenen en één in het British Museum in Londen.

## Kopie
De kopie van de Meester van de Sint-Joriskermis werd in het midden van de 16e eeuw uitgegeven door de Antwerpse uitgever Hieronymus Cock. Hij liet alle emblemen en symbolen weg en legde de nadruk op de olifant. Ook werd de symbolische vormentaal van Du Hamel vervangen door een meer genre-achtige voorstelling. Op de prent van de Meester van de Sint-Joriskermis is niet meer duidelijk wie tegen wie vecht. Een tweede staat van deze prent werd in 1601 uitgegeven door Paul de la Houve.